# Galene bispinosa
Galene bispinosa is een krabbensoort uit de familie van de Galenidae. De wetenschappelijke naam van de soort werd in 1783 als Cancer bispinosus gepubliceerd door Johann Friedrich Wilhelm Herbst.